# Чеченский костюм

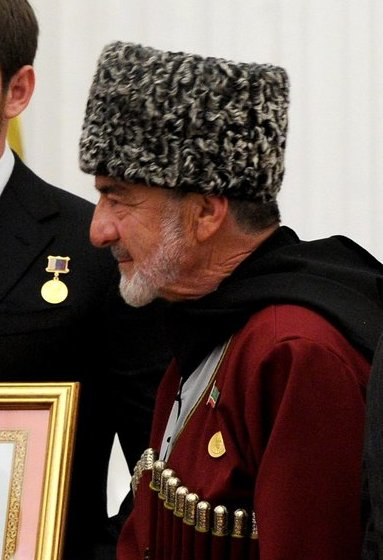
Народный артист Российской Федерации Дагун Омаев в национальном костюме.

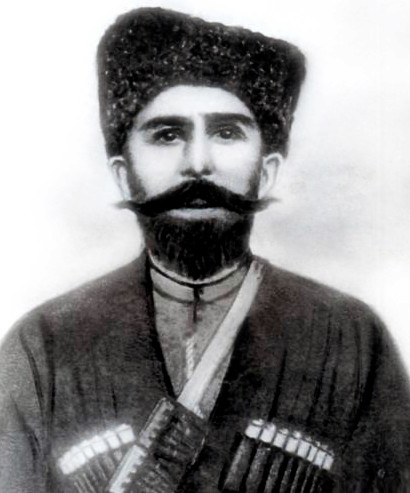
Зелимхан Гушмазукаев в традиционной национальной одежде.

Чеченский национальный костюм (чечен. Нохчийн къоман духар) — сложившийся на протяжении веков традиционный комплекс одежды, обуви и аксессуаров, который использовался чеченцами в повседневном и праздничном обиходе.

## Мужской костюм
Традиционный мужской костюм соответствовал эталону мужской красоты, подразумевавшему стройность, широкие плечи, узкую талию. Костюм включал в себя несколько комплектов одежды для различных обстоятельств. Дорожный комплект включал в себя бурку, башлык и папаху, которые, собственно, и превращали комплект в дорожный.

### Бурка

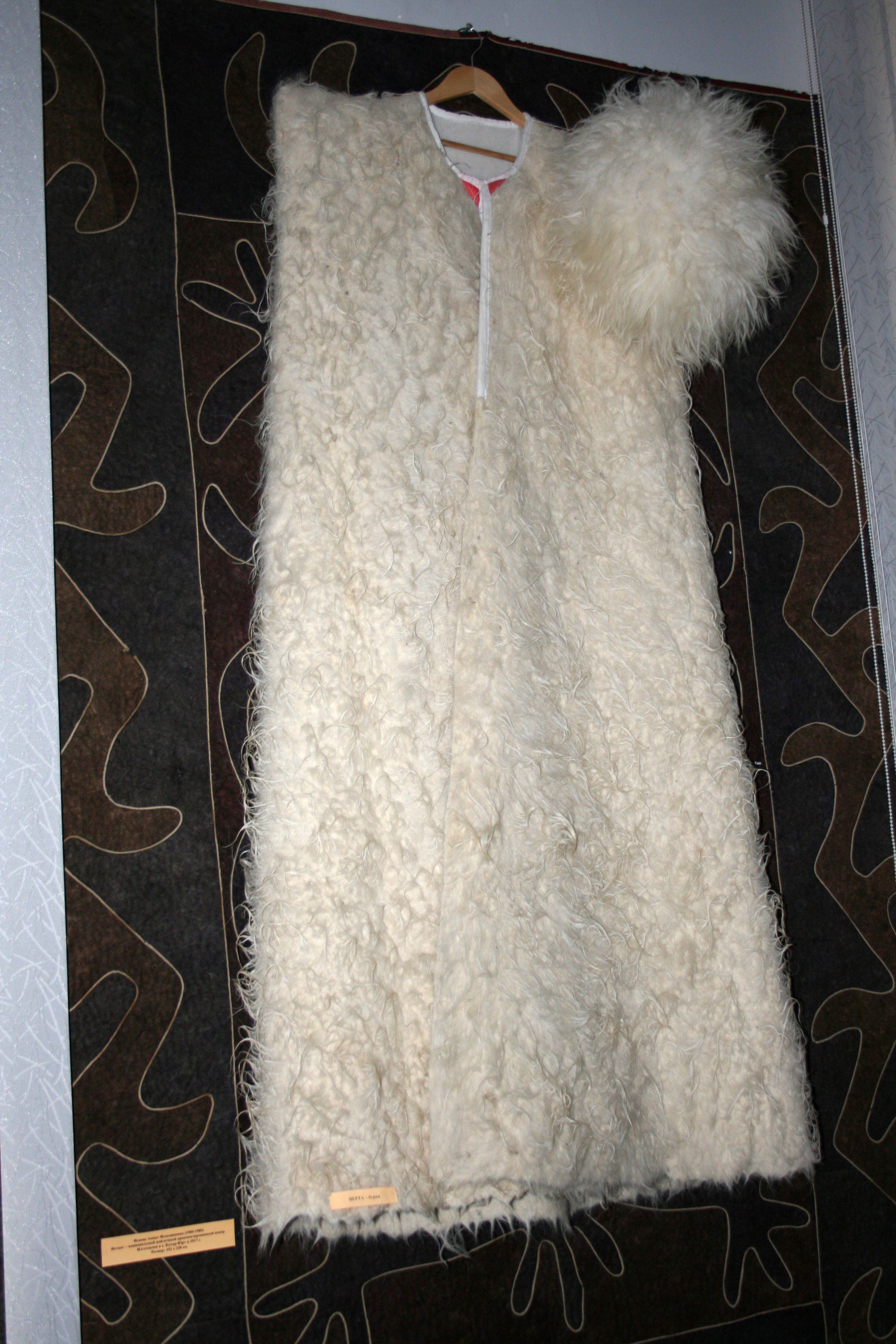
Бурка и папаха из коллекции Национального музея Чеченской Республики

Бурка (чечен. верта) представляет собой войлочный плащ. Без бурки не обходился ни один горец. Бурки бывали двух типов. Первый тип имел узкие плечи, колоколообразную форму, не имел ворса и был длиной ниже колен. Такой буркой пользовались пастухи. Второй тип имел трапециевидную форму, ворот застёгивался кожаными петлями или завязывался шнурками. Края бортов такой бурки украшались вышивкой или галунами.
Чеченские бурки считались лучшими на Кавказе. Капли дождя скатывались по шерсти, поэтому бурка не промокала даже под проливным дождём. Бурка не прилегала плотно к телу, поэтому давала возможность скрывать оружие и свободно стрелять. Бурки изготовлялись чеченцами не только для себя, но и на продажу. Для казаков, которые покупали бурки в том числе и у чеченцев, бурка также вошла в быт и стала частью воинской одежды.
Горская бурка была престижным одеянием и в России. Её носили и высшая знать России, и российские императоры. Она оказалась настолько удачным изобретением, что за время существования не претерпела никаких изменений.

### Черкеска

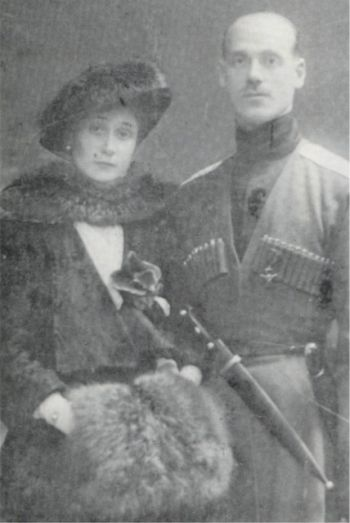
Великий князь Михаил Александрович в черкеске с женой Натальей.

Черкеска (чечен. Чоьа) являлась самой распространённой мужской одеждой на Северном Кавказе. В настоящее время она вышла из употребления как повседневная одежда, но сохранила статус парадной и праздничной. Ряд исследователей считает, что слово имеет тюркское происхождение: «чер» — дорога, «кесмек» — отрезать. Похоже, что так тюркоязычные кочевники называли жителей Кавказа, контролировавших горные перевалы и тем препятствовавших перемещению кочевников.
Черкеску впервые шили подростку в 10-12 лет. В крестьянской среде черкеску шили, как правило, на вырост. На положение в обществе указывали качество ткани и её отделка. Цвет черкески определялся цветом использованной шерсти и мог быть серым, коричневым, бурым, чёрным, бежевым или белым. Черкеска была праздничной одеждой и имелась не у каждого горца. Её надевали когда шли на свадьбу, вечеринку, в мечеть, общественные места. При выезде за пределы села костюм дополнялся буркой и башлыком. Полный выходной комплект имели только зажиточные люди.
Появляться на людях в расстёгнутой черкеске имели право только глубокие старцы. У многих народов Кавказа считалось неудобным появиться в общественном месте без черкески. Кавказский мужской костюм был целиком воспринят значительным числом российских мужчин, прежде всего различными группами расселившихся от Чёрного до Каспийского моря казаков. В начале XIX века этот костюм стало носить русское офицерство.

### Газырница
Газырница являлась кавказской формой патронташа. Она нашивалась на черкеску на уровне груди и представляла собой ряд газырей (чечен. Бустамаш) — цилиндрических карманов в которые помещалось заранее отмеренное количество пороха и пуля. Кроме того, газыри защищали грудь от пуль и холодного оружия. Они располагались по 7-8 штук по обе стороны груди. Появление газырниц связано с появлением огнестрельного оружия. Постепенно газырница утратила прикладное значение, став декоративным элементом кавказской одежды. Головки, выступающие из карманчиков, стали делать из рога, кости или серебра.

### Башлык

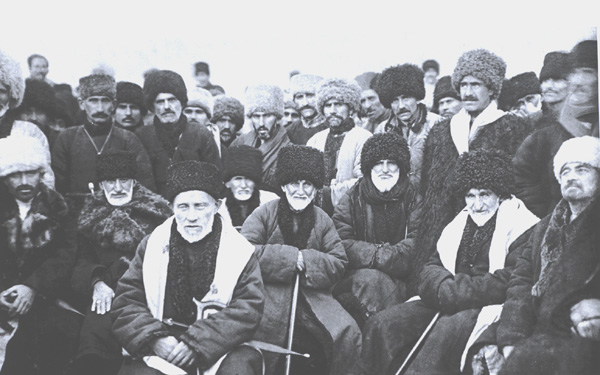
Представители чеченского народа во время провозглашения Чеченской АО (январь 1923 года). Многие делегаты с башлыками.

Башлык (чечен. ЦIуккуй) — тёплый головной убор с длинными концами, надеваемый поверх головного убора. Название происходит от тюркского «баш» (голова). У всех народов Кавказа башлык был устроен одинаково. Различия заключались в пошиве и покрое. Для украшения башлыка использовались золотое шитьё, галуны, тесьму. Богато украшенный башлык был неотъемлемой частью наряда жениха. Невестка дарила родственникам мужа красиво расшитый башлык как достойный подарок.
Особенность башлыка — длинные лопасти, которыми можно было обмотать шею или поясницу, защитить лицо от ветра или скрыть его, чтобы остаться неузнанным. Размер башлыка определялся фасоном папахи и надетый поверх неё должен был закрывать плечи.

### Бешмет

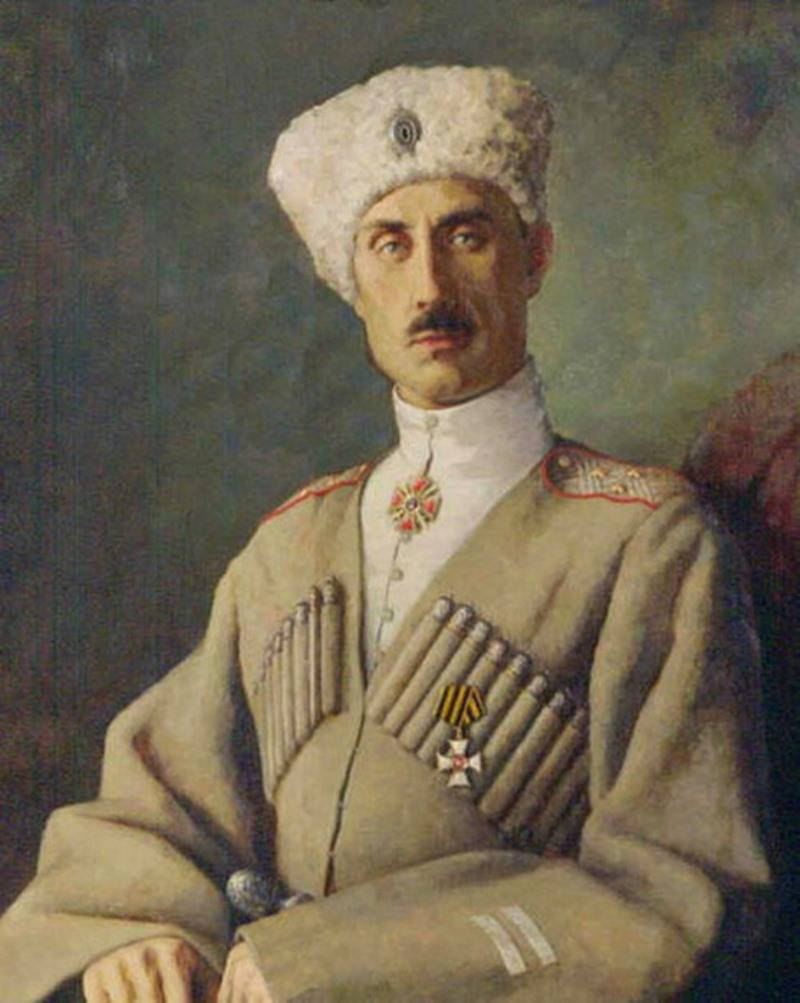
Портрет барона П. Врангеля в черкеске, бешмете и папахе

Бешмет (чечен. ГIовтал) имел высокий стоячий воротник, и длинные, сужающиеся к кистям рукава. Воротник и рукава застёгивались на сделанные из шнурка пуговицы-узелки. Ниже пояса бешмет расширялся. Нижний край бешмета был чуть выше колен. Бешметы у стариков были длиннее и утеплялись слоем ваты или шерсти. Праздничные бешметы шились из плотной хлопчатобумажной ткани, а у зажиточных людей — из атласа, шерсти или шёлка, зачастую ярких расцветок. Бешметы для повседневного ношения шились из тёмных тканей: чёрных, коричневых, тёмно-серых. Чаще всего бешмет надевался под черкеску. Первоначально бешметы надевались прямо на тело, нижние рубахи появились позднее. Бешмет всегда был короче черкески.
Впоследствии ватный бешмет стал прототипом ватника, а лёгкий укороченный бешмет защитного цвета — прототипом гимнастёрки.

### Кавказская рубаха
Наряду с бешметом среди чеченцев была распространена так называемая кавказская рубаха. Многие сходные с бешметом черты (высокий стоячий воротник, узелки-пуговицы, сходный покрой) позволяют утверждать, что она ведёт своё происхождение от бешмета. В отличие от бешмета рубаха была короче и не имела сужения в талии. Впоследствии при изготовлении рубахи стали использовать заводские пуговицы. Рубаха шилась из сатина, шёлка, «чёртового полотна», а впоследствии ещё из крепдешина. Праздничная рубаха имела светлые цвета, а повседневная — тёмные.

### Штаны
Штаны первоначально шились из домотканного полотна. Чтобы их можно было заправлять в ноговицы они сужались книзу. Нательная одежда входила в состав нижнего белья только у зажиточной части населения. Между штанинами вшивался большой ромбовидный клин, что делало штаны удобными для верховой езды и бега.

### Обувь
Обувь чеченцев мало отличалась от таковой у соседних народов. Мужчины носили лёгкие сапоги из тонкой кожи поднимавшиеся до колен. Штаны заправлялись в сапоги. Зажиточные горцы носили сапоги и чувяки (чечен. Кӏархаш) из цветного сафьяна. Мужчины также носили рабочую обувь (чечен. Наьӏар мачаш) из грубой сыромятной кожи с плетёной подошвой.
Для ношения в горах изготавливались сапоги с грубой кожаной или деревянной подошвой с подковами.
Ноговицы (чечен. Пезагаш) надевались поверх штанов и плотно облегали ноги от щиколоток до колен. Ноговицы были специфической частью костюма чеченцев. Они были удобны для пешеходов и всадников, защищали от конского пота, веток и камней. Ноговицы изготавливались из сукна, иногда из войлока, а парадные — из сафьяна.
Но наиболее распространённой была обувь из сыромятной кожи со швами на носке и заднике (чечен. Наьӏармачаш). Её надевали на босу ногу.

### Головной убор

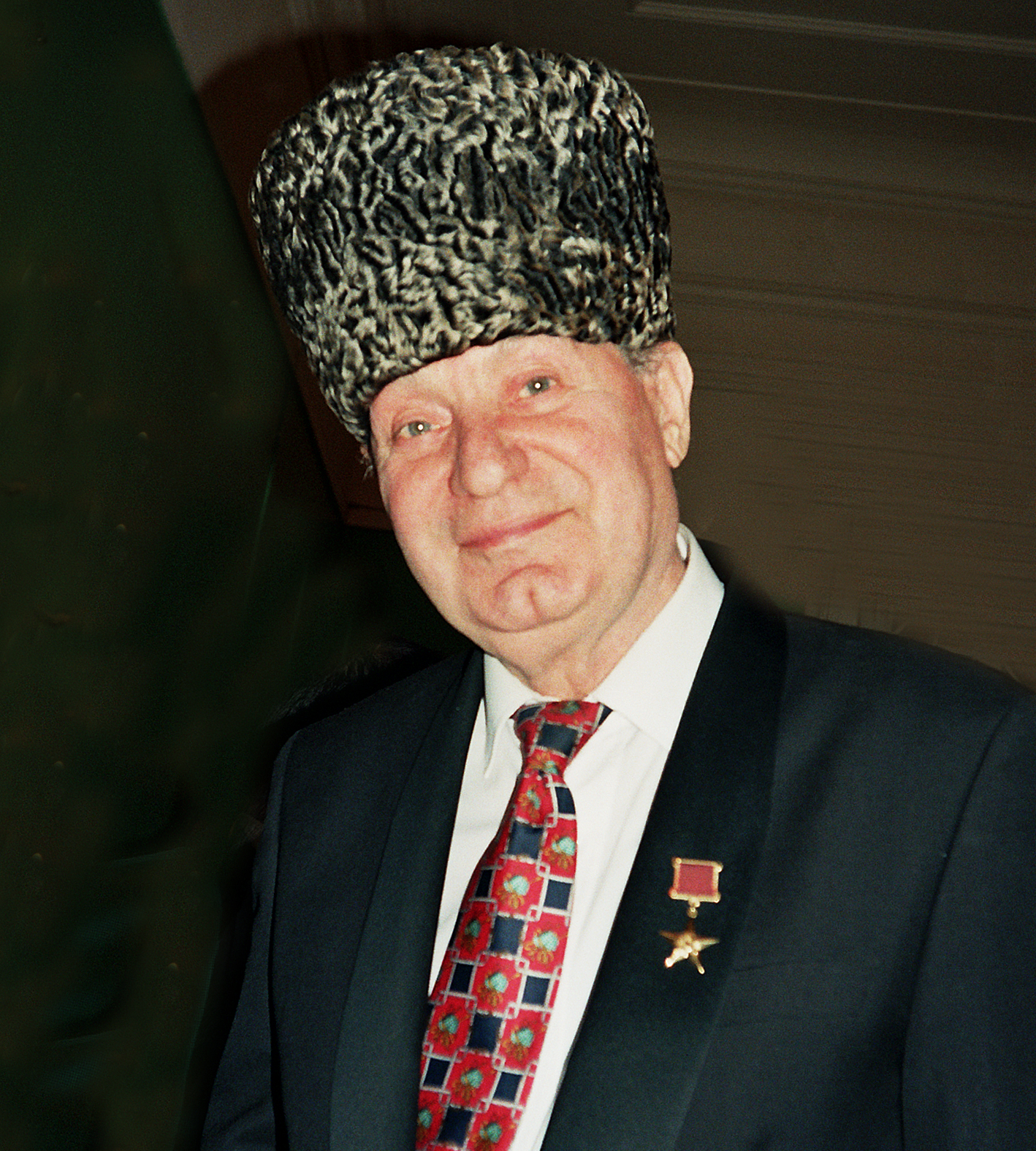
Народный артист СССР, Герой Социалистического Труда Махмуд Эсамбаев в папахе.

Чеченцы брили головы, что способствовало обычаю постоянно носить головной убор. Мужчина на людях появлялся всегда в головном уборе, который не снимали даже в помещении. Поскольку головной убор имел статусное и этическое значение, то он должен был быть наилучшего качества и на него не жалели денег. Значение головного убора отражено в чеченских пословицах «Мужчина должен беречь две вещи — папаху и имя», «Шапку носят не для тепла, а для чести» и целом ряде других. Для чеченца не было более значимого подарка, чем папаха.
Папаха (чечен. Холхазан куй) являлась традиционным мужским головным убором. Под словом «холхаз» в настоящее время подразумевается каракуль. На деле же для изготовления папах использовался смушек. Папахи у чеченцев были высокими, расширяющимися кверху, с выступающим над бархатным или суконным донышком околышем. Нижний край папахи должен был быть на толщину пальца выше бровей.
Народный артист СССР, Герой Социалистического Труда Махмуд Эсамбаев никогда не снимал свою папаху. Композитор Никита Богословский по этому поводу говорил: «Самые неудобные места в зрительном зале — это за колонной и за Махмудом Эсамбаевым в его неизменной папахе». Эсамбаев был единственным человеком в СССР, которому разрешили сфотографироваться на паспорт в головном уборе.
Бытовали и другие виды головных уборов: меховая шапка (чечен. Кхакхан куй), пастушья шапка (чечен. Жаӏуьнан куй), каракулевая шапка (чечен. Бухарин куй). Существовали также различные вариации: папахи, целиком изготовленные из меха; шапки с меховым околышем и верхом из сукна или бархата; из овчины со стриженным мехом; из цветной ткани.
Также были популярны войлочные шляпы, которые называли «мангалан куй» (с чеч. — «Шапка косаря»). Их обычно носили в тёплое время года при выполнении сельских работ. Шляпа имела форму полусферы с большими мягкими полями.

### Пояс
Пояс (чечен. Доьхка), помимо прочего, служил целям, связанными с военными условиями или приближенными к таковым. Он увешивался оружием и принадлежностями, связанными с уходом за ним. На поясе носили кинжал, мешочек с кресалом и трутом, пульницу, коробочку с жиром для смазки оружия, другими принадлежностями воина и путника.
Во второй половине XIX — начале XX веков были популярны узкие кожаные ремни. На одном конце они имели металлическую пряжку, через которую продёргивался другой конец пояса с металлическим наконечником. Такие пояса были доступны каждому и они были элементом повседневной одежды. Другим видом пояса были ремни из ткани или войлока.

### Использование
А. Юров писал:
Шамиль, желая иметь постоянно в готовности часть горцев, учредил муртазеков — как они назывались жителями Нагорного Дагестана. Шамиль желал обмундировать муртазеков. Для этого он распустил слух, что идёт навстречу турецкому султану, и приказал собрать с каждого дыма по одному рублю серебром и по три сабы хлеба или кукурузы, дабы дать муртазекам сшить себе костюмы наподобие чеченских.

## Женская одежда

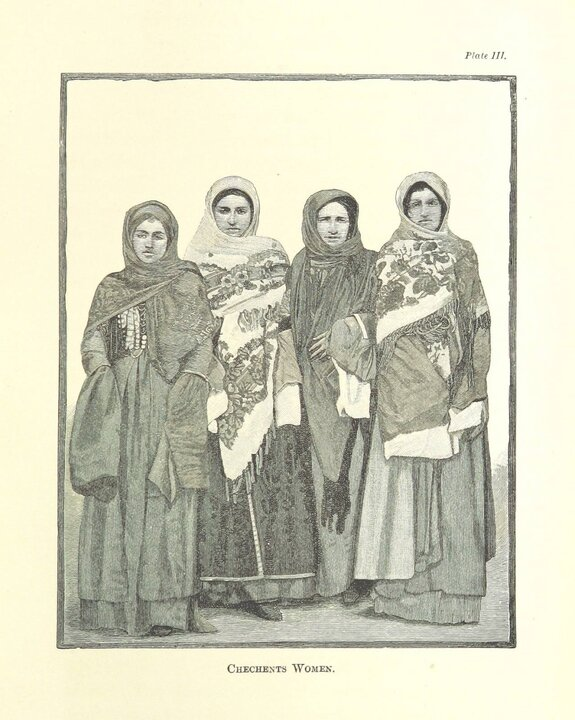
Чеченские женщины. 1889 г. Джон Аберкромий

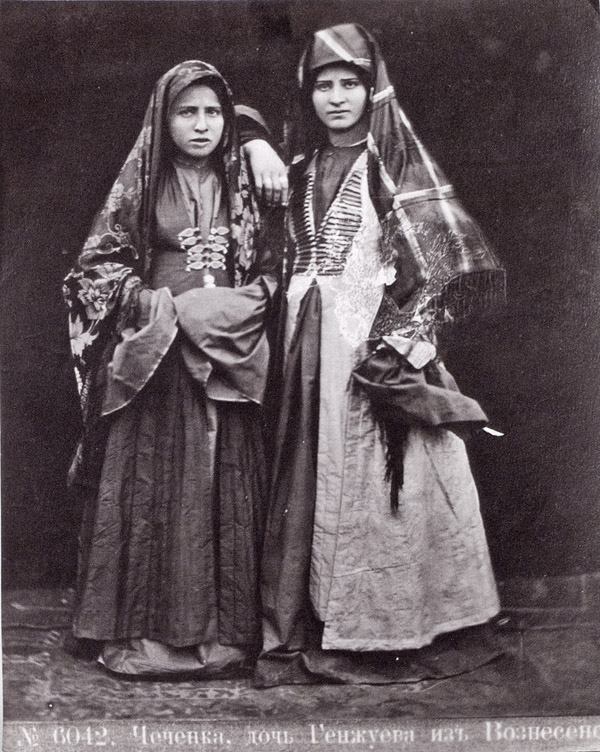
Чеченки. Фото Дмитрия Ермакова. Около 1900 года.

И мужская, и женская одежда изготавливались женщинами. Навыки изготовления одежды передавались из поколения в поколение. Небогатые женщины для изготовления одежды использовали высококачественное домотканное сукно. Высшее сословие изготавливало одежду из дорогих привозных тканей: шёлка, атласа, бархата. Фасон женской одежды был схож с мужским: платье походило на черкеску; куртка на вате напоминала бешмет.
В XIX веке горянки носили рубахи (чечен. Коч) с разрезом на груди и стоячим воротником. Рубаха шилась из хлопка и шёлка и по длине доходила до щиколоток. Длинные прямые рукава закрывали кисти. Рукава праздничных рубах спускались почти до пола.

### Свадебное платье
Свадебные платья (чечен. Гӏабали) дошли почти неизменными до наших дней. Их шили из белого или светлого шёлка. Для украшения использовали галуны, кружева, металлические застёжки, подвески, иногда золотое шитьё. Под платье поверх рубашки надевался бархатный приталенный бордовый или голубой кафтанчик с нашитыми серебряными накладками с позолотой, которые были видны в вырезе платья. Свадебное платье перетягивалось медным или серебряным поясом с позолотой. Пластинки пояса имели гравировку или накладки с филигранью и соединялись между собой шарнирами, украшались драгоценными или полудрагоценными камнями: агатом, сердоликом, бирюзой. Рукава платья спускаются почти до земли.

### Тёплая одежда
В холодное время женщины носили распашную одежду из шёлковой или хлопчатобумажной ткани, стёганную на тонком слое шерсти или ваты, которая имела покрой черкески с узким рукавом. Тулупы, которые носили чеченки, шились обычно из овчины. Состоятельные женщины покрывали тулупы различными тканями. Тулупы и шубы были одеждой женщин старшего возраста. Молодёжь предпочитала утеплённые бешметы.

### Обувь
Женская и мужская обувь имела много общих черт. Богатые чеченки носили башмаки, туфли и галоши местного производства. Более распространённой среди менее обеспеченной части населения была сыромятная обувь.
Праздничная женская обувь (чечен. Пошмакхаш) представляла собой туфли с глухим носком без задника на твёрдой подошве с небольшим каблучком. Носок такой обуви часто делался из цветной кожи или бархата и украшался вышивкой.

## Детская одежда

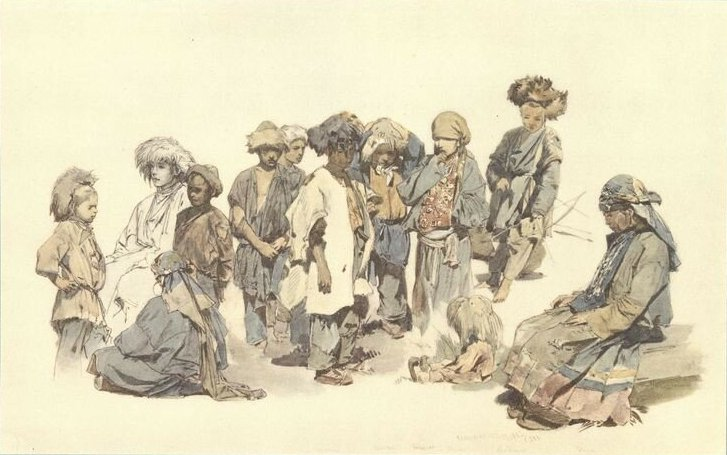
Чеченские дети. Походный набросок Теодора Горшельта. 1858 год.

Детская одежда не имела половых различий. Обычно она переходила от старших детей к младшим или перешивалась из старой одежды взрослых. Различия в одежде появлялись только в подростковом возрасте.